# Tamia (álbum)
Tamia es el álbum debut homónimo de la cantante canadiense de r&b Tamia. Lanzado el 14 de abril de 1998 a través del sello de Quincy Jones Qwest Records, mientras que la distribución quedó a cargo Warner Bros. Records. Grabado después del lanzamiento de su exitosa colaboración con las cantantes de r&b/soul Brandy, Chaka Khan y Gladys Knight nominadas al Premio Grammy con Jones y el sencillo "Missing You", por su contribución a la banda sonora de la película de 1996 Set It Off. Tamia trabajó con una gran cantidad de productores incluyendo Jermaine Dupri, Tim & Bob, Mario Winans, J-Dub, Keith Crouch y Christopher "Tricky" Stewart. Muchos de los cuales se convertirían en productores frecuentes en proyectos posteriores.
Tras su lanzamiento, Tamia recibió una recepción mixta a positiva por parte de los críticos, que elogiaron la interpretación vocal de Tamia y la progresión de sus grabaciones anteriores, pero encontraron el material desigual. Debutó y alcanzó el puesto número sesenta y siete en la lista Billboard 200 y entró en el top veinte de la lista Top R&B/Hip-Hop Albums. Se lanzaron cinco sencillos del álbum. "Imagination" fue elegido como el primer sencillo del álbum, alcanzando el top 20 en Canadá y el top cuarenta tanto en Estados Unidos como en Nueva Zelanda. El segundo sencillo del álbum producido por Tim & Bob llamado "So into You" fue bien recibido y se ubicó aún más alto en las listas. Una nueva versión de "Careless Whisper" fue lanzada como el cuarto sencillo del álbum en Japón. Un éxito de crítica, Tamia le valió a la cantante dos nominaciones al premio Juno como Mejor Artista Solista Nuevo y Grabación de R&B/Soul del Año en la ceremonia de entrega de premios de 1999.

## Lista de Canciones
| CD  |                                    |          |  |
| N.º | Título                             | Duración |  |
| 1.  | «Imagination (con Jermaine Dupri)» | 3:34     |  |
| 2.  | «So Into You»                      | 4:22     |  |
| 3.  | «Never Gonna Let You Go»           | 4:01     |  |
| 4.  | «Falling For You»                  | 5:12     |  |
| 5.  | «Show Me Love»                     | 4:06     |  |
| 6.  | «Rain On Me»                       | 4:23     |  |
| 7.  | «Is That You?»                     | 3:23     |  |
| 8.  | «Who You Do Tell?»                 | 4:20     |  |
| 9.  | «Gotta Move On»                    | 5:08     |  |
| 10. | «This Time It's Love»              | 5:53     |  |
| 11. | «Loving You Still»                 | 5:10     |  |
| 12. | «Careless Whisper»                 | 5:12     |  |

| Bonus Track |                              |          |  |
| N.º         | Título                       | Duración |  |
| 13.         | «You Put A Move On My Heart» | 6:13     |  |